# Tutta l'Italia
Tutta l'Italia är en låt framförd av den italienske DJ:n och producenten Gabry Ponte. Låten, som är skriven av Ponte och Edwyn Roberts, representerade San Marino i Eurovision Song Contest 2025 i Basel i Schweiz. Bidraget slutade på tjugosjätte och sista plats i finalen.